# Repetition
För andra betydelser, se Repetition (olika betydelser).

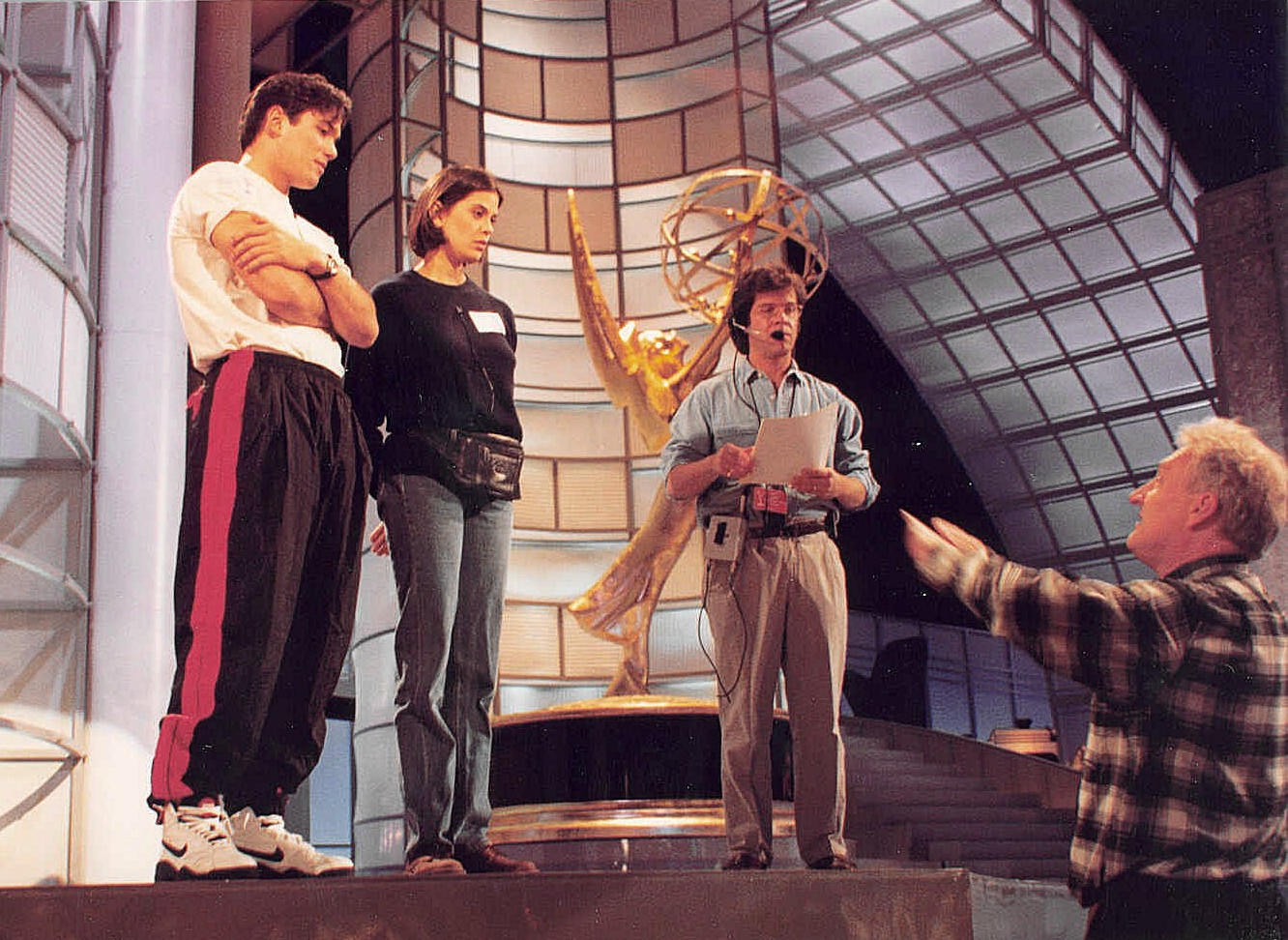
Repetition inför den 45:e Emmygalan 19 september 1993.

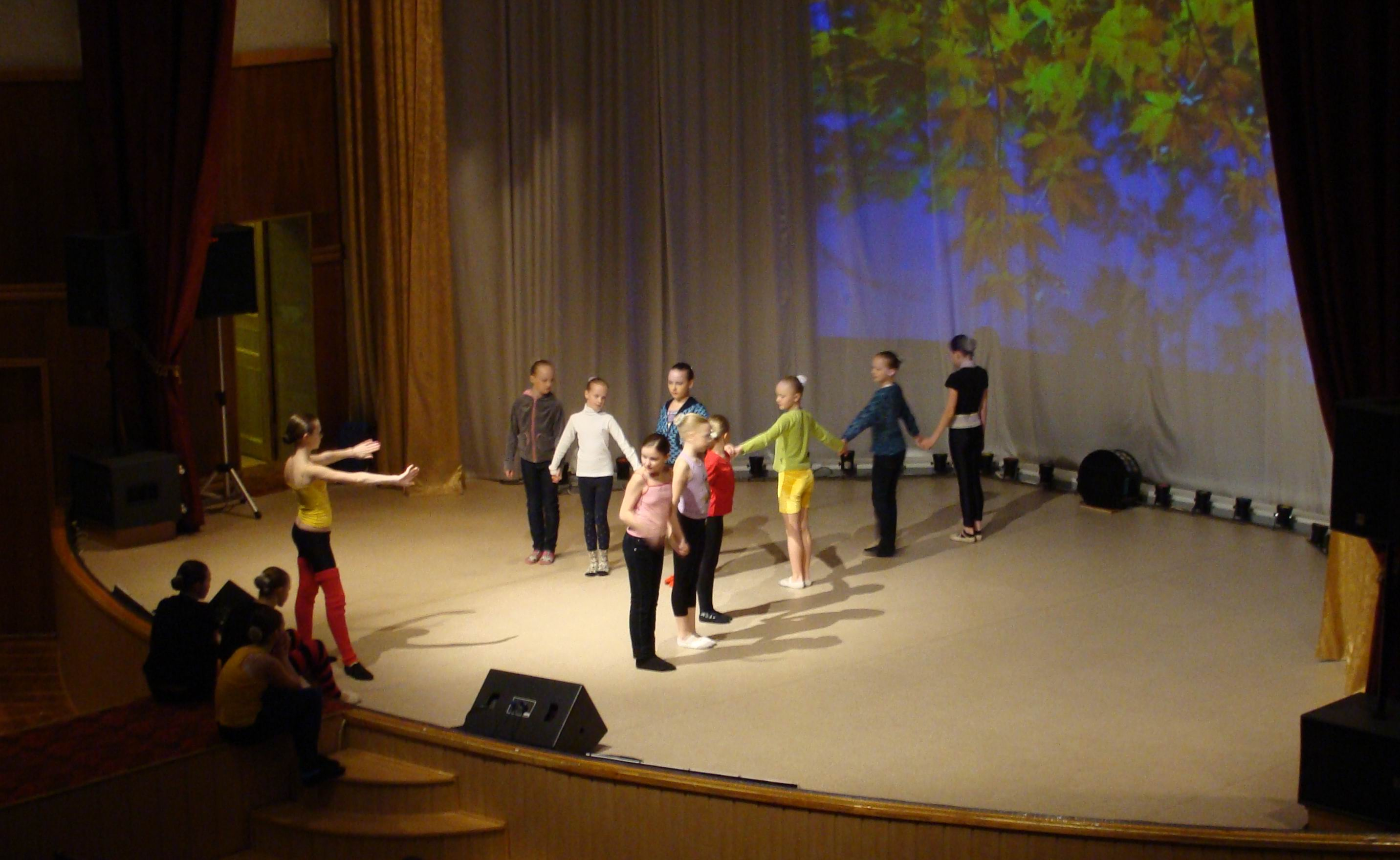
Repetition av barndans

Repetition är upprepande övningar på egen hand eller tillsammans med andra för att lära sig något utantill. Repetition förekommer inför olika produktioner som exempelvis film, teater och konserter, eller andra evenemang såsom bröllop. Deltagarna i repetitionen tränar oftast utan publik och framför en del av eller ett helt framträdande för att lära in hur det bäst ska kunna göras offentligt. Man lär sig repliker eller sånger, danser, musik och scenografier och upprepar dem ofta många gånger - repeterar - för att säkra framförandet, använder sådan rekvisita och dräkter (särskilt de skor) som kan inverka på framförandet; testar även olika koncept och prövar scenanvisningarnas gångbarhet. Utöver de som ska agera inför publik är oftast även en regissör, regiassistenter, ljudtekniker, ljustekniker, kostymörer och annan anlitad personal närvarande.
Lokaler som regelbundet används till repetitioner kallas för repetitionslokaler eller replokaler. Som replokal kan även den plats fördelaktigt användas där underhållningen ska framföras inför publik, när den är ledig för repetitioner.